# Carel Koopman
Carel Bernard Koopman (Nieuwer-Amstel, 2 december 1889 – Amsterdam, 26 januari 1952) was een Nederlands biljarter. Hij nam tussen seizoen 1923–1924 en 1939–1940 deel aan tien nationale kampioenschappen in de ereklasse.
Daarnaast speelde hij in 1928 een WK driebanden waar hij zilver won. Later nam hij ook deel aan twee Europese kampioenschappen. Koopman won het eerste NK Driebanden in de Ereklasse, en ook die van seizoen 1934–1935.

## Titels
- Nederlands kampioen Driebanden (2x): Ereklasse 1925–1926, 1934–1935